# Georg II. Rizkallah
Georg II. Rizkallah (auch: George II Rizqallah Beseb'ely, Jirjis al-Basba'li, Beseb'ely, arabisch جرجس الثاني رزق الله البسبعلي, lateinisch Georgius Sebelensis, * 1595 in Beseb'el, Libanon; † 12. April 1670, Keserwan, Libanon) war der 56. maronitische Patriarch von Antiochien von 1657 bis zu seinem Tod 1670.

## Leben
George Beseb'ely wurde wahrscheinlich 1595 in dem Dorf Beseb'el, bei Tripoli geboren. Er war der Sohn von Hadj Rizqallah. Der Ortsname wurde auch Teil seines Namens. Am 25. Juli 1656 wurde er von Patriarch John Bawab Safrawy zum Auxiliarbischof geweiht.
Nach dem Tod von Patriarch John Bawab am 23. Dezember 1656 wählten die Bischöfe den Mönch George Habquq zum Patriarchen, der jedoch aus Bescheidenheit ablehnte und in eine Höhle im Wadi Qadischa floh, um dort als Eremit zu leben. Daher wurde eine zweite Wahl notwendig, die am 1. Januar 1657 stattfand. In dieser Wahl wurde George Beseb'ely, der mittlerweile Erzbischof geworden war, zum Patriarchen gewählt. Er sandte seine Referenzen nach Rom um die Bestätigung des Papstes zu erhalten, aber aus unbekannten Gründen verschleppte der Heilige Stuhl die Angelegenheit, bis dass der Patriarch seine Antrittsgesuche erneuern musste. Seine Wahl wurde daher von Papst Alexander VII. erst am 26. Mai 1659 bestätigt und er erhielt das the Pallium am 30. August 1660.
George Beseb'ely lebte, wie auch seine Vorgänger, in einem Kloster nach der strengen mönchischen Regel. Während seiner Amtszeit pflegte er gute Beziehungen mit dem Königreich Frankreich, nachdem Frankreich 1662 das erste Mal einen adligen Maroniten, Abu Nawfal aus der Familie Khazen zum Konsul in Beirut ernannt hatte. Dadurch wurde die Freundschaft gestärkt und Frankreich wurde zu einer Schutzmacht für die Maroniten.
George Beseb'ely starb am 12. April 1670 an einer Seuche, die im Kloster Mar Challita in Keserwan ausgebrochen war.